# Геррштайн
Геррштайн (нім. Herrstein) — громада в Німеччині, розташована в землі Рейнланд-Пфальц. Входить до складу району Біркенфельд. Центр об'єднання громад Геррштайн.
Площа — 4,79 км2. Населення становить 807 ос. (станом на 31 грудня 2020).

## Галерея

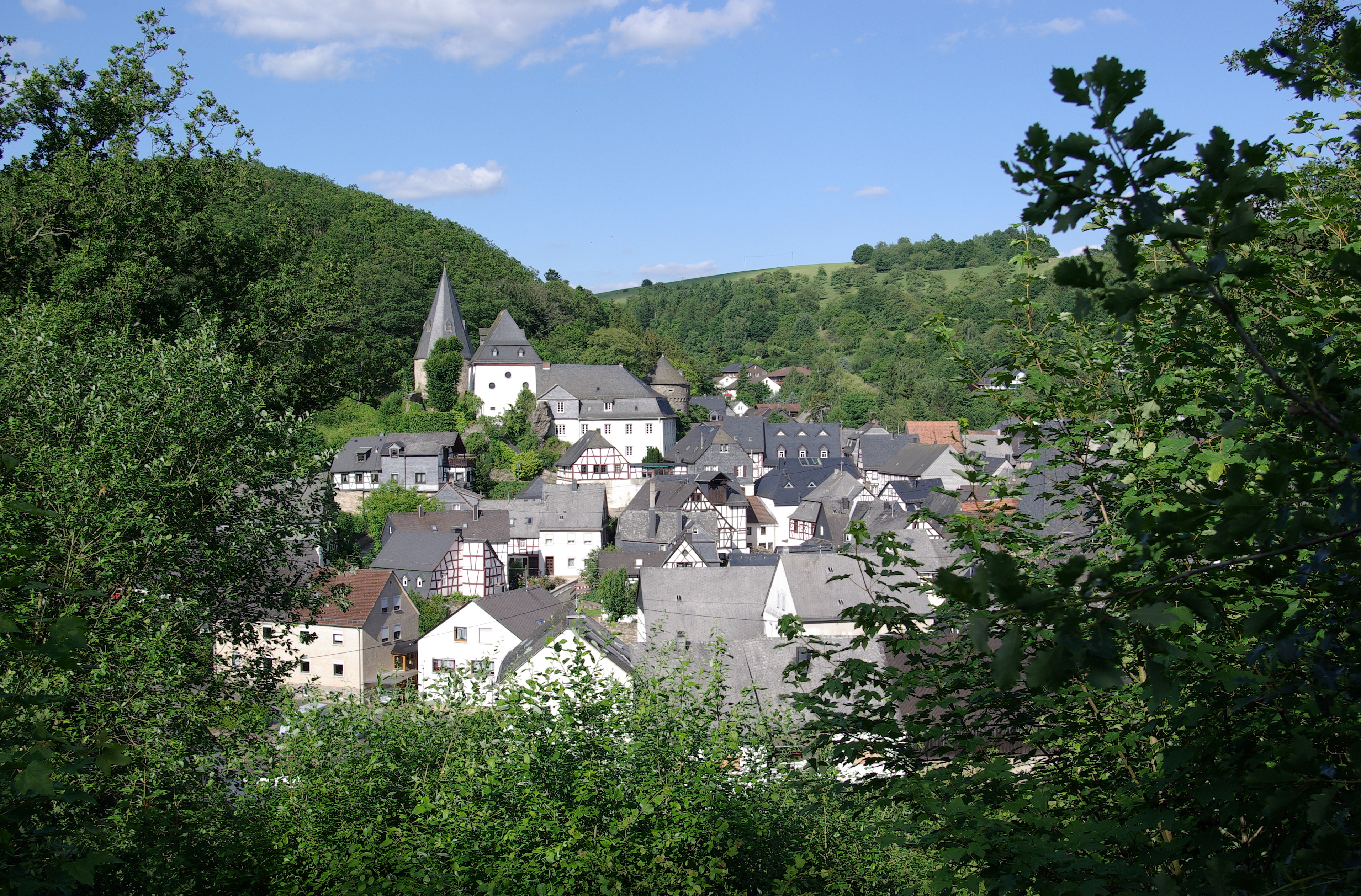